# Tongguan (Weinan)
Tongguan (en chino, 潼关; pinyin, Tóng·Guān) es un condado bajo la administración directa de la Prefectura Weinan en la Provincia de Shaanxi, República Popular China.  Su área es de 427 km² y su población total para 2010 superó los 150 mil habitantes. 

## Administración
Desde julio de 2020, el Condado Tongguan se divide en 5 pueblos que se administran en 1 subdistrito y 4  poblados.

## Toponimia
El topónimo Tongguan [/Tong-Kuán/] aparece a finales de la dinastía Han Oriental como acrónimo del río Tongluo (潼洛河) y del Guancheng* (关城). 
Durante la dinastía Ming (1376) se estableció la Guardia Tongguan (潼关卫) y durante la dinastía Qing (1726) se estableció como Condado Tongguan (潼关县). 
.* Guancheng se refiere al bastión defensivo más concentrado en la línea de defensa de la Gran Muralla.